# 顧謐
顧謐（15世紀—16世紀），字大凝，南直隸蘇州府太倉州崇明縣人，明朝政治人物。

## 生平
顧謐自幼喪父，跟隨母家傅姓，得兄長顧謹愛護教導，後歸宗顧姓，成化十三年（1477年）中應天鄉試第五十名舉人，成化二十年（1484年）成進士，獲授工部主事，兄長得知後快樂的說：「我心願完成了。」顧謐前往臨清關榷稅，廉介而稱職，不久因母親逝世回鄉。
之後他起用為刑部主事，執法公正不阿，遷官郎中，因剛直被權臣厭惡而致仕；在家鄉事兄如父親，鄉人推重，正德初年崇明水災，他捐錢賑濟縣內饑民，死後入祀鄉賢祠。

## 引用
1. 1 2  乾隆《湯陰縣志·卷七·人物》：顧謐，字大凝，初從外家傅姓，後歸宗。幼失怙，兄謹，字克修愛之甚，每言興吾家者弟也，訓誨嚴切，成化二十年成進士，授工部主事，謹喜曰：「吾志慰矣。」謐榷臨清關稅，廉介稱職，尋丁母憂，起改刑部主事，執法不阿，遷郎中，以鯁直為權要所惡，致仕歸。事兄如父，鄉黨交推，正德年初大水，捐錢賑合邑饑民，祀鄉賢。
2. ↑  光緒《崇明縣志·卷十·選舉志》：（成化）十三年丁酉（舉人） 傅謐 後歸宗姓顧，有傳，舊志列十九年，據《通志》、《蘇州志》改……二十年甲辰李旻榜（進士） 傅謐